# Головченко Олександр Вікторович
Олекса́ндр Ві́кторович Голо́вченко — полковник Збройних сил України, учасник російсько-української війни.

## З життєпису
Станом на лютий 2017-го — керівник науково-дослідної лабораторії, Національний університет оборони України імені Івана Черняховського.

## Нагороди
За особисту мужність і героїзм, виявлені у захисті державного суверенітету та територіальної цілісності України, вірність військовій присязі під час бойових дій та при виконанні службових обов'язків, відзначений — нагороджений
- 13 серпня 2015 року — орденом Богдана Хмельницького III ступеня.